# WEC 36
WEC 36: Faber vs. Brown foi um evento de MMA promovido pelo World Extreme Cagefighting ocorrido em 5 de Novembro de 2008 no Seminole Hard Rock Hotel and Casino em Hollywood, Florida. O evento foi ao ar na TV Versus.

## Background
O Campeão Peso Médio do WEC Paulo Filho enfrentou Chael Sonnen no co-main event em uma revanche do WEC 31 pelo título, Filho venceu por uma Finalização controversa. A revanche também valeria o título, mas não valeu pelo título porque Filho não bateu o peso. Após perder a luta que não valeu pelo título, Filho se comprometeu a enviar o cinturão para Sonnen, após o evento a categoria foi absorvida ao UFC em 3 de Dezembro.
Danillo Villefort era esperado para fazer sua estréia no WEC contra Jake Rosholt no evento, porém foi retirado da luta porque seu visto expirou. Ele foi substituído por Nissen Osterneck.
O evento era esperado para acontecer em 10 de Setembro de 2008, porém foi adiado devido à ameaça do furacão Ike. 

## Resultados

### Card Preliminar
- Luta de Catchweight (137 lb):  Yoshiro Maeda vs.  Rani Yahya

Yahya venceu por Finalização (guilhotina) aos 3:30 do primeiro round.
- Luta de Peso Leve:  Rafael Dias vs.  Danny Castillo

Castillo venceu por Nocaute Técnico (golpes) aos 2:54 do segundo round.
- Luta de Peso Meio Pesado:  Carmelo Marrero vs.  Steve Steinbeiss

Marrero venceu por Decisão Dividida (29–28, 29–28 e 28–29).
- Luta de Peso Pena:  José Aldo vs.  Jonathan Brookins

Aldo venceu por Nocaute Técnico (golpes) aos 0:45 do terceiro round.
- Luta de Peso Médio:  David Avellan vs.  Aaron Simpson

Simpson venceu por Nocaute (soco) aos 0:18 do primeiro round. A luta foi ao ar na transmissão.
- Luta de Peso Leve:  Rob McCullough vs.  Donald Cerrone

Cerrone venceu por Decisão Unânime (30–27, 29–28 e 29–27).

### Card Principal
- Luta de Peso Médio:  Jake Rosholt vs.  Nissen Osterneck

Rosholt venceu por Nocaute Técnico (socos) aos 3:48 do segundo round.
- Luta de Peso Pena:  Jens Pulver vs.  Leonard Garcia

Garcia venceu por Nocaute Técnico (socos) at 1:12 do primeiro round.
- Luta de Catchweight (189 lb):  Paulo Filho vs.  Chael Sonnen

Sonnen venceu por Decisão Unânime (30–27, 30–27 e 30–27). Filho era esperado para defender seu Cinturão Peso Médio do WEC, porém falhou na pesagem, e a luta não valeu pelo cinturão.
- Luta pelo Cinturão Peso Pena do WEC:  Urijah Faber (c) vs.  Mike Brown

Brown venceu por Nocaute Técnico (socos) aos 2:23 do primeiro round e se tornou o Campeão Peso Pena do WEC.

## Bônus da Noite
Os lutadores foram premiados com o bônus de $7,500.
- Luta da Noite (Fight of the Night):  Donald Cerrone vs.  Rob McCullough
- Nocaute de Noite (Knockout of the Night):  Mike Brown and  Leonard Garcia
- Finalização da Noite (Submission of the Night):  Rani Yahya[5]

^ Filho perdeu 25% de sua bolsa por não bater o peso na luta pelo título contra Chael Sonnen.